# 河添太一
河添 太一（かわぞえ たいち、1988年11月29日 - ）は、日本の漫画家。

## 作品リスト

### 連載
- ばのてん!（『月刊少年ガンガン』2010年1月号 - 2012年1月号）
- ばのてん！ SUMMER DAYS（『ガンガンONLINE』2009年12月24日 - 2012年3月22日）
- 謎解きドリル（『ガンガンONLINE』2014年1月2日 - 2015年5月7日）
- 不徳のギルド（『月刊少年ガンガン』2017年7月号 - ）

### 読み切り
- 男子高校生と財布（原作：山内泰延、『男子高校生の日常アンソロジー』2012年） - 『男子高校生の日常』のアンソロジー寄稿作品。

### 書籍
- 『ばのてん!』、スクウェア・エニックス〈ガンガンコミックス〉2010年 - 2012年、全4巻
- 『ばのてん! SUMMER DAYS』、スクウェア・エニックス〈ガンガンコミックス〉2010年 - 2012年、全3巻
- 『謎解きドリル』、スクウェア・エニックス〈ガンガンコミックスONLINE〉2014年 - 2015年、全3巻
- 『不徳のギルド』、スクウェア・エニックス〈ガンガンコミックス〉2018年 - 、既刊15巻（2025年3月12日現在）